# Maple Town: un nido di simpatia/Patty e Bobby (chi trova un vero amico)
Maple Town: un nido di simpatia/Patty e Bobby (chi trova un vero amico) è il trentottesimo singolo discografico della cantante italiana Cristina D'Avena pubblicato nel 1987 e distribuito da C.G.D. Messaggerie Musicali S.p.A.

## I brani
Come per il singolo precedente dell'artista, anche le canzoni di questo singolo sono entrambe tratte dalla stessa serie ovvero Maple Town - Un nido di simpatia. Il lato A ospita la sigla intitolata Maple Town: un nido di simpatia canzone scritta da Alessandra Valeri Manera su musica e arrangiamento di Ninni Carucci. La base musicale fu utilizzata anche per la sigla francese Flo et les Robinson suisses nel 1988, in Spagna per La leyenda de Blancanieves (sostituita poi dalla base italiana della sigla Biancaneve) e in Germania con il titolo Gold und Rum per la serie Die Schatzinsel.
Nel 45 giri francese e nel monografico italiano è stata pubblicata anche la versione strumentale. 
Patty e Bobby (Chi trova un vero amico), il lato B del disco, è una canzone ispirata alla serie animata, scritta dagli stessi autori e pubblicata nell'LP monografico Maple Town: un nido di simpatia. La canzone è stata anche adattata in spagnolo con il titolo Quien encuentra un amigo verdadero e cantata da Sol Pilas.
Il 45 giri toccò la trentacinquesima posizione in classifica.

## Tracce
- LP: FM 13181

Lato A
Testi di Alessandra Valeri Manera, musiche di Carmelo Carucci; edizioni musicali Canale 5 Music.
1. Maple Town: un nido di simpatia – 3:09

Durata totale: 3:09
Lato B
Testi di Alessandra Valeri Manera, musiche di Ninni Carucci; edizioni musicali Canale 5 Music.
1. Patty e Bobby (Chi trova un vero amico) – 4:20

Durata totale: 4:20

## Produzione
- Alessandra Valeri Manera – Produzione artistica e discografica
- Direzione Creativa e Coordinamento Immagine Mediaset – Grafica

## Produzione e formazione dei brani
- Carmelo Carucci – arrangiamento, tastiera e pianoforte
- Piero Cairo – programmazione synth
- Giorgio Cocilovo – chitarre
- Paolo Donnarumma – basso
- Flaviano Cuffari – batteria
- I Piccoli Cantori di Milano – cori
- Niny Comolli – direzione cori
- Laura Marcora – direzione cori

## Pubblicazioni all'interno di album e raccolte
Maple Town: un nido di simpatia è stata pubblicata in diversi album e raccolte della cantante mentre Patty e Bobby (chi trova un vero amico) ha avuto un totale di 4 pubblicazioni su album e raccolte:
| Anno | Album                                            | Titolo                                  | Versione                                            |
| ---- | ------------------------------------------------ | --------------------------------------- | --------------------------------------------------- |
| 1987 | Fivelandia 5                                     | Maple Town: un nido di simpatia         | Versione originale                                  |
| 1987 | Maple Town: un nido di simpatia                  | Maple Town: un nido di simpatia         | Versione originale                                  |
| 1987 | Maple Town: un nido di simpatia                  | Maple Town: un nido di simpatia         | Base musicale strumentale                           |
| 1987 | Maple Town: un nido di simpatia                  | Patty e Bobby (chi trova un vero amico) | Versione originale                                  |
| 1987 | Fivelandia TV                                    | Maple Town: un nido di simpatia         | Videoclip utilizzato per la trasmissione televisiva |
| 1990 | Cristina D'Avena e i tuoi amici in TV 4          | Maple Town: un nido di simpatia         | Versione originale                                  |
| 1991 | Bim Bum Bam - Volume 2                           | Maple Town: un nido di simpatia         | Versione originale                                  |
| 1991 | Fivelandia TV                                    | Maple Town: un nido di simpatia         | Videoclip utilizzato per la trasmissione televisiva |
| 1993 | Cantiamo con Cristina - Un mondo di amici        | Maple Town: un nido di simpatia         | Videoclip utilizzato per la trasmissione televisiva |
| 1997 | Un mondo di amici                                | Maple Town: un nido di simpatia         | Versione originale                                  |
| 2005 | Cristina D'Avena e i tuoi amici in TV 18         | Patty e Bobby (chi trova un vero amico) | Versione originale                                  |
| 2006 | Fivelandia 5 & 6                                 | Maple Town: un nido di simpatia         | Versione originale                                  |
| 2006 | Fivelandia 5                                     | Maple Town: un nido di simpatia         | Versione originale                                  |
| 2015 | Cristina D'Avena e i tuoi amici in TV Collection | Patty e Bobby (chi trova un vero amico) | Versione originale                                  |
| 2019 | Cristina D'Avena e i tuoi amici in TV Reloaded   | Patty e Bobby (chi trova un vero amico) | Versione originale                                  |
| 2019 | Fivelandia Reloaded - Volume 5                   | Maple Town: un nido di simpatia         | Versione originale                                  |